# Apatura iridella
Apatura iridella är en fjärilsart som beskrevs av Lhomme 1923. Apatura iridella ingår i släktet Apatura och familjen praktfjärilar. Inga underarter finns listade i Catalogue of Life.